# شاطر عباس صبوحی قمی
شاطر عباس صبوحی قمی (زاده ۱۲۵۷ ه.ق - درگذشته ۱۳۱۵ ه.ق) از شاعران توانمند دوره قاجار بوده‌است.

## زندگی‌نامه
شاطر عباس فرزند محمدعلی در تاریخ ۱۲۵۷ قمری در قم متولد شد و در این شهر به شغل نانوایی اشتغال داشت. بعدها به تهران آمد و تا پایان عمر در این شهر زیست. علاقه‌اش به شعر و شاعری او را به شنیدن و حفظ کردن اشعار و غزلیات شعرای پیشین واداشت. همین امر یک مبدأ عالی و سرچشمهٔ الهام بخش برای شاعری او قرار گرفت. معروف است که وقت پختن نان نویسنده‌ای را کنار خود می‌نشانده و در ضمن کار شعر می‌سروده و نویسنده یادداشت می‌کرده است. وفات او در سال ۱۳۱۵ قمری بوده‌است.

## تحصیل
در مورد تحصیل شاطر عباس برخی بر این عقیده‌اند که او فردی بی‌سواد بوده است، اما برخی دیگر معتقدند که شاطر عباس در دوران کودکی در مکتب خانه سواد نوشتن و خواندن را آموخته و با توجه به اشعاری که سروده و ذوق و صناعاتی که در آن به کار برده حداقل از اطلاعات و مطالعات لازم برای سرودن شعر برخوردار بوده‌است؛ لذا نمی‌توان گفت وی بی‌سواد بوده‌است.

## آثار
اولین بار دیوان اشعار این شاعر در سال ۱۳۶۲ شمسی توسط انتشارات پاسارگاد منتشر شد، بار دوم در زمستان ۶۸ توسط انتشارات نسل دانش، و هم‌اکنون با پژوهش و بررسی‌های بیشتر و افزودن آخرین یافته‌های جدید در بارهٔ این شاعر توسط انتشارات علم در سال ۹۱ منتشر شده‌است. علاوه بر این دیوان این شاعر چندین بار همراه با دیوان اشعار کفاش خراسانی چاپ شده‌است نسخه خطی این کتاب با شماره ثبت ۴۸۵۷۱۴ در کتابخانه شماره یک مجلس نگهداری می‌شود. دیوان شاطرعباس شامل «غزلیات»، «مسمطات» «رباعیات» و «دوبیتی‌ها» است.
شعر زیر نمونه‌ای از اشعار این شاعر است. او از دوست‌داران فرید فرمانی بود.
| روزه می‌دارم و افطارم از آن لعل لب است |  | آری افطار رطب در رمضان مستحب است     |
| روز ماه رمضان زلف میفشان که فقیه      |  | بخورد روزهٔ خود را به گمانش که شب است |

| مرجان لب لعل تو مرجان مرا سوخت |  | یاقوت نهم نام لب لعل تو یا قوت |
| قربان وفاتم ، به وفاتم گذری کن |  | تا بوت همی بشنوم از رخنهٔ تابوت |

## وفات
در مورد زندگی شخصی این شاعر اطلاعات زیادی در دسترس نیست. تنها مشخص است که او در سال ۱۳۱۵ درگذشته است.